# Slag bij Preveza

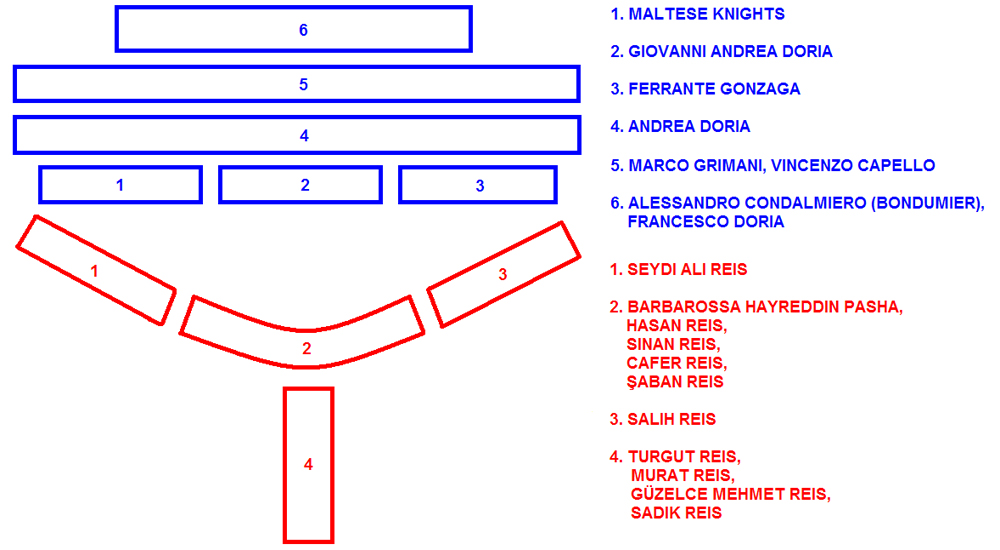
Opstelling van de Ottomaanse vloot in het rood

De zeeslag bij Preveza vond plaats op 28 september 1538 ter hoogte van de havenstad Preveza aan de ingang van de Golf van Arta. Het was een vergelding van een Katholieke Liga tegen de Ottomaanse admiraal Barbarossa voor zijn veroveringen in de Middellandse Zee op de Venetiaanse republiek.

## Achtergrond
Admiraal Barbarossa had in 1537 het Hertogdom Naxos veroverd, het eiland Corfu aangevallen en de kusten van Calabrië onveilig gemaakt. Paus Paulus III stelde een nieuwe Heilige Liga samen om een kruistocht te voeren tegen de Ottomanen. Andrea Doria, hoofdadmiraal van Keizer Karel V, kreeg de leiding.

## Verloop
De Ottomanen hadden het fort van de havenstad Preveza in handen en met hun artillerie hadden ze de controle over de ingang van de Golf van Arta. Eerdere pogingen van de christenen om het fort te veroveren waren mislukt. Bijkomend probleem voor admiraal Doria was dat er bij de aanval te weinig wind was. Daar de schepen van de Heilige Liga groter, daardoor logger en minder wendbaar was een groot nadeel.
Barbarossa stelde zijn vloot op in een Y-vorm. Doria had onmiddellijk door dat het een trechter was. Hij probeerde al schietend zich vrij te manoeuvreren, maar het mocht niet baten. De Liga verloor 128 schepen, drieduizend man werden gevangengenomen. Om nog meer verliezen te vermijden, trok admiraal Doria zich terug.

## Nasleep
Nadien werd Andrea Doria gebrek aan inzet verweten, omdat een groot deel van de christelijke vloot zijn persoonlijk bezit was. Barbarossa zette zijn veroveringen verder en op 2 oktober 1540 werd het einde van de vierde Ottomaans-Venetiaanse oorlog getekend, een grote nederlaag voor de Venetiaanse republiek.